# Reece Mastin (álbum)
Reece Mastin é o primeiro álbum de estúdio lançado pelo cantor e compositor australiano Reece Mastin. Composto por 11 faixas de canções apresentadas pelo cantor durante sua participação no The X Factor e apenas uma canção original, "Good Night", que foi lançada como primeiro single de trabalho.
Para promoção do álbum, Mastin embarcou em sua primeira turnê, que teve início em 17 de dezembro de 2011 e terminou a 16 de abril do ano seguinte. A turnê teve no total 22 apresentações; dezoito na Austrália e quatro na Nova Zelândia. O álbum alcançou a segunda posição no gráfico australiano Australian Albums Chart e a primeira no neozelandês, New Zealand Albums Chart.

## Precedentes
O álbum é composto de 11 faixas, das quais dez foram retiradas de sua participação no programa televisivo The X Factor - onde foi vencedor. "Good Night" é a única canção original do álbum e a única lançada como single. Esta foi apresentada na noite em que Mastin foi revelado vencedor do programa. O disco foi gravado em apenas três dias nos estúdios da Sony Music na cidade de Adelaide, Austrália. Em uma entrevista a News Limited, Mastin comentou: "Tivemos que ir tão rápido quanto pudemos, mas foi uns bons três dias... Em cada canção, eu tentei colocar o máximo que eu poderia. Isso é um bom começo, tentando ser um pouco original em meu primeiro álbum."

## Lançamento e promoção
Reece Mastn foi lançado pela gravadora Sony Music Entertainment Australia a 9 de dezembro de 2011, nos formatos CD e download digital. Na mesma noite, Mastin fez uma apresentação da canção "Good Night" no programa televisivo Sunrise. Durante a semana de lançamento do álbum (9 - 15 de dezembro), Mastin percorreu shoppings em todo o país interpretando várias canções do álbum e autografou vários CDs para os seus fãs. Ele também realizou uma na aparência na loja Westfield Parramatta, localizada em Nova Gales do Sul em 22 de dezembro do mesmo ano.

### Singles
No último dia do programa The X Factor, Mastin cantou a canção "Good Night" que serviu como primeiro single do álbum. Lançada a 22 de novembro de 2011, "Good Night" recebeu críticas positivas da mídia especializada e foi comparada a canção "Raise Your Glass" da cantora Pink. A faixa vendeu mais de 30 mil cópias no prazo de 24 horas de seu lançamento, e em 24 de novembro de 2011, a faixa vendeu uma média de uma cópia a cada 2,7 segundos, tornando-se a canção mais rapidamente vendida por um artista da Sony Music Austrália. Em 28 de novembro de 2011, a canção estreou na segunda posição do gráfico Australian Singles Chart e foi certificada platina quatupla pela Australian Recording Industry Association (ARIA), por 280 mil cópias vendidas. Na Nova Zelândia, o single chegou ao primeiro lugar e foi autenticado como platina pela Recording Industry Association of New Zealand (RIANZ) após vender 15 mil edições.

### Turnê
Mastin iniciou a turnê para promoção do álbum em 17 de dezembro de 2011 na Austrália. Os seus companheiros do The X Factor, Johnny Ruffo e Christina Parie fizeram as aberturas do shows. A turnê teve terminio em 16 de abril de 2012 na Nova Zelândia.
| Data                   | País          | Cidade       | Local                           |
| ---------------------- | ------------- | ------------ | ------------------------------- |
| 17 de dezembro de 2011 | Austrália     | Sydney       | The Big Top, Luna Park          |
| 18 de dezembro de 2011 | Austrália     | Sydney       | The Big Top, Luna Park          |
| 12 de janeiro de 2012  | Austrália     | Gold Coast   | Twin Towns                      |
| 13 de janeiro de 2012  | Austrália     | Gold Coast   | Twin Towns                      |
| 14 de janeiro de 2012  | Austrália     | Brisbane     | QPAC Brisbane Concert Hall      |
| 15 de janeiro de 2012  | Austrália     | Caloundra    | Caloundra RSL                   |
| 19 de janeiro de 2012  | Austrália     | Melbourne    | The Palms at Crown (Evening)    |
| 20 de janeiro de 2012  | Austrália     | Melbourne    | The Palms at Crown (Matinee)    |
| 20 de janeiro de 2012  | Austrália     | Melbourne    | The Palms at Crown (Evening)    |
| 21 de janeiro de 2012  | Austrália     | Melbourne    | The Palms at Crown (Matinee)    |
| 21 de janeiro de 2012  | Austrália     | Melbourne    | The Palms at Crown (Evening)    |
| 22 de janeiro de 2012  | Austrália     | Hobart       | Wrestpoint Entertainment Centre |
| 26 de janeiro de 2012  | Austrália     | Perth        | Burswood Theatre                |
| 27 de janeiro de 2012  | Austrália     | Perth        | Burswood Theatre                |
| 28 de janeiro de 2012  | Austrália     | Adelaide     | Thebarton Theatre               |
| 29 de janeiro de 2012  | Austrália     | Adelaide     | Thebarton Theatre               |
| 31 de janeiro de 2012  | Austrália     | Adelaide     | Thebarton Theatre               |
| 3 de fevereiro de 2012 | Austrália     | Sydney       | Enmore Theatre                  |
| 4 de fevereiro de 2012 | Austrália     | Newcastle    | Newcastle Civic Theatre         |
| 5 de fevereiro de 2012 | Austrália     | Canberra     | Canberra Southern Cross Club    |
| 10 de abril de 2012    | Nova Zelândia | Christchurch | CBS Canterbury Arena            |
| 12 de abril de 2012    | Nova Zelândia | Wellington   | TSB Bank Arena                  |
| 14 de abril de 2012    | Nova Zelândia | Auckland     | Vector Arena                    |
| 16 de abril de 2012    | Nova Zelândia | Napier       | Pettigrew Green Arena           |

## Lista de faixas
A lista de faixas do álbum Reece Mastin é composta por onze canções, das quais dez fora cantadas por Mastin, durante sua participação The X Factor. Good Night, é a única canção original do álbum e foi escrita por Hayley Warner, Anthony Egizii, David Musumeci e produzida pela equipa DNA Songs - assim como todo o álbum.
| Versão padrão  |                                 |                                                                         |         |  |
| N.º            | Título                          | Compositor(es)                                                          | Duração |  |
| 1.             | "Good Night"                    | Hayley Warner, Anthony Egizii, David Musumeci                           | 3:02    |  |
| 2.             | "Dream On"                      | Steven Tyler                                                            | 3:28    |  |
| 3.             | "Closer to the Edge"            | Jared Leto                                                              | 3:34    |  |
| 4.             | "Joker & the Thief"             | Andrew Stockdale, Ian Peres, Vin Steele, Elliott Hammond, Hamish Rosser | 3:07    |  |
| 5.             | "Paradise City"                 | Slash, Duff McKagan, Izzy Stradlin, Steven Adler, Axl Rose              | 3:37    |  |
| 6.             | "Breakeven (Falling to Pieces)" | Mark Sheehan, Danny O'Donoghue, Glen Power                              | 3:40    |  |
| 7.             | "She Will Be Loved"             | James Valentine, Adam Levine                                            | 3:47    |  |
| 8.             | "Always"                        | Jon Bon Jovi, Richie Sambora                                            | 3:31    |  |
| 9.             | "Stayin' Alive"                 | Barry Gibb, Robin Gibb, Maurice Gibb                                    | 3:37    |  |
| 10.            | "Ironic"                        | Alanis Morissette, Glen Ballard                                         | 2:58    |  |
| 11.            | "I Kissed a Girl"               | Katy Perry, Lukasz Gottwald, Max Martin, Cathy Dennis                   | 3:06    |  |
| Duração total: | Duração total:                  | Duração total:                                                          | 35:43   |  |

## Desempenho e certificações
| Tabela (2011)                            | Melhor posição |
| ---------------------------------------- | -------------- |
| Austrália - ARIA Albums Chart            | 2              |
| Nova Zelândia - New Zealand Albums Chart | 1              |

| Tabela (2011)                               | Melhor posição |
| ------------------------------------------- | -------------- |
| Austrália - ARIA Albums Chart               | 15             |
| Austrália - Australian Artists Albums Chart | 2              |

| País                 | Certificação |
| -------------------- | ------------ |
| Austrália(ARIA)      | 2× Platina   |
| Nova Zelândia(RIANZ) | Ouro         |